# Timothy Kiplagat
Timothy Kiplagat (ur. 18 września 1993) – kenijski lekkoatleta specjalizujący się w biegach długodystansowych.

## Kariera
2 października 2022 roku wygrał Melbourne Marathon z czasem 2:09:12, ustanawiając rekord mityngu.
17 grudnia 2022 roku zwyciężył Abu Dhabi Marathon, osiągając czas 2:05:20.
W marcu 2024 roku zajął drugie miejsce podczas Tokyo Marathon z czasem 2:02:55, zostając siódmym najszybszym mężczyzną w historii biegu maratońskiego. 

## Rekordy życiowe
| Konkurencja   | Wynik   | Data             | Miejsce | Zawody                     |
| ------------- | ------- | ---------------- | ------- | -------------------------- |
| Maraton       | 2:02:55 | 3 marca 2024     | Tokio   | Tokyo Marathon 2024        |
| Półmaraton    | 1:01:55 | 28 kwietnia 2024 | Gifu    | Gifu Half Marathon         |
| Bieg na 10 km | 27:52   | 17 marca 2018    | Laredo  | 10 km Villa de Laredo 2024 |